# Фюрбрингер, Макс
Макс Фюрбрингер (нем. Max Carl Anton Fürbringer; 30 января 1846, Виттенберг — 6 марта 1920, Гейдельберг) — немецкий анатом и орнитолог. Брат врача Пауля Фюрбрингера (1849—1930).

## Биография
Макс Карл Антон Фюрбрингер родился 20 января 1846 года в Виттенберге. В Йене получил образование по естественным наукам, затем в 1869 году защитил докторскую степень по зоологии в Берлине. С 1874 по 1879 год состоял прозектором при анатомическом институте в Гейдельберге. Получив в 1876 году звание экстраординарного профессора, в 1879 году назначен профессором анатомии и директором анатомического института университета в Амстердаме, в 1888 году перешёл в Йену, а в 1901 году — в Гейдельберг. В 1912 году он вышел на пенсию и скончался 6 марта 1920 года в Гейдельберге. В 1881 году был избран членом Леопольдины.
Многочисленные работы Фюрбрингера посвящены анатомии и истории развития преимущественно позвоночных животных и человека.

## Труды
- «Die Knochen und Muskeln d. Extremitäten bei den schlangenähnlichen Sauriern» (Лейпциг, 1870);
- «Zur vergleichenden Anatomie des Brustschulterapparats und der Schultermuskeln» (части I—V, Лейпциг и Йена, 1873—1901);
- «Zur Kenntnis der Kehlkopfmuskulatur» (Йена, 1875);
- «Zur Entwickelung der Amphibienniere» (Гейдельберг, 1877);
- «Zur vergleichenden Anatomie und Entwicklungsgeschichte der Excretionsorgane der Vertebraten» (Лейпциг, 1878);
- «Zur Lehre von den Umbildungen des Nervenplexus» (Лейпциг, 1879);
- «Untersuchungen zur Morphologie und Systematik der Vögel» (ч. I, II, Амстердам и Йена, 1888);
- «Ueber die spinooccipitalen Nerven der Selachier und Holocephalen und ihre vergleichende Morphologie» (Лейпциг, 1897);
- «Beitrag zur Systematik u. Genealogie d. Reptilien» (Йена, 1900).